# Labyrinthine
Labyrinthine è il venticinquesimo album in studio del gruppo musicale canadese Nadja, pubblicato nel 2022.

## Tracce
1. Labyrinthine – 14:10
2. Rue – 12:37
3. Blurred – 17:14
4. Necroausterity – 18:57

## Formazione

### Gruppo
- Aidan Baker – voce, chitarra, drum machine
- Leah Buckareff – voce, basso

### Musicisti ospiti
- Dylan Walker – voce
- Rachel Davies – voce
- Lane Shi Otayonii – voce
- Alan Dubin – voce